# 多花木兰
多花木兰（学名：Magnolia multiflora）为木兰科木兰属的植物，其种加词“multiflora”意为“多花的”。中国特有植物。分布在中国大陆的陕西等地，生长于海拔1,690米的地区，常生于林间，目前尚未由人工引种栽培。

## 异名
- Magnolia viridula (D.L.Fu, T.B.Chao & G.H.Tian) Noot.
- Yulania multiflora (M.C.Wang & C.L.Min) D.L.Fu
- Yulania viridula D.L.Fu, T.B.Chao & G.H.Tian